# Csavarpálmafélék

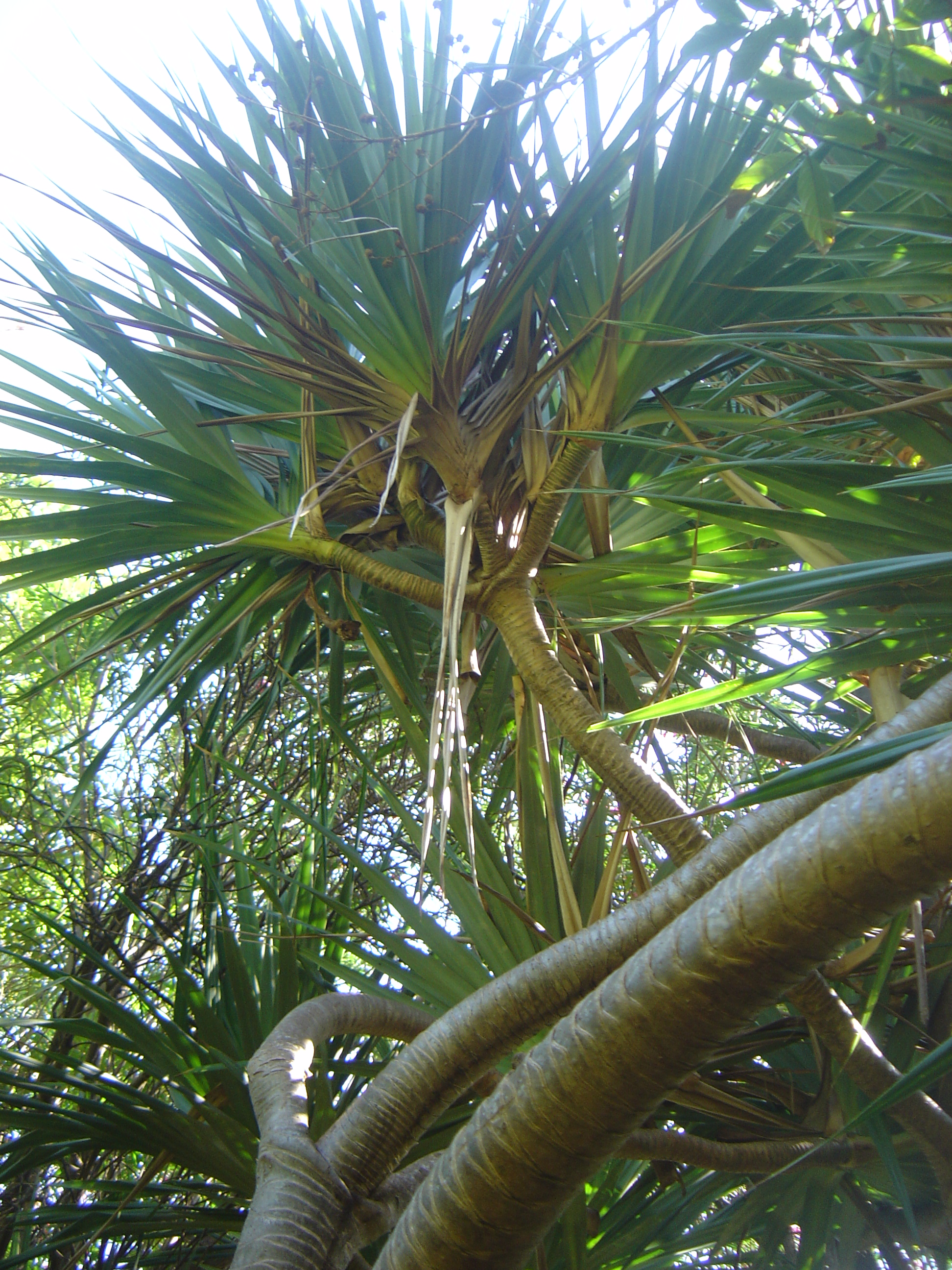
A csavarpálmák elágazásrendszere áltengelyes.

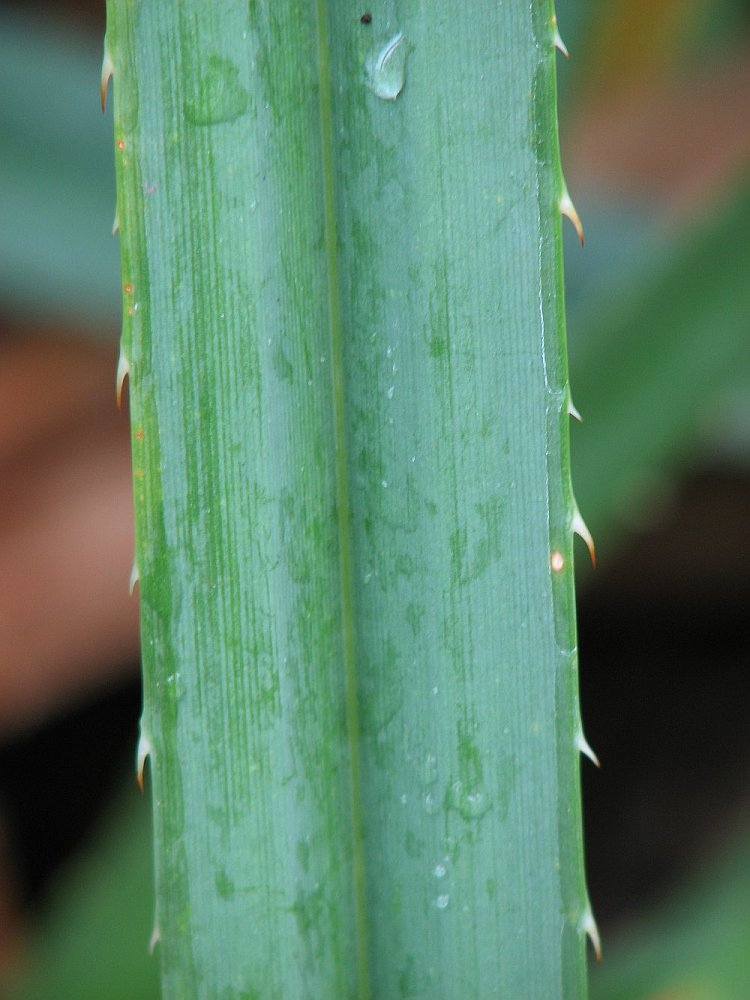
A csavarpálmák keskeny, hosszú levelein gyakran tüskéket találunk – a levél fonákának középerén és a levél szélén.

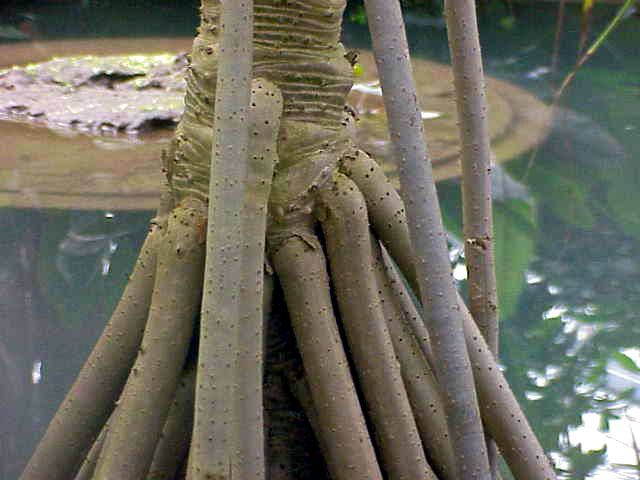
A csavarpálmák jellemző, szárról eredő, támasztó léggyökere.

A csavarpálmafélék vagy pandanuszfélék (Pandanaceae) az egyszikűek osztályának (Liliopsida), a csavarpálma-virágúak rendjének (Pandanales) egyik és egyben névadó családja. Korábbi rendszerekben teljesen más volt a csoport leszármazásának és szisztematikai hovatartozásának megítélése.
A Soó- és Hortobágyi-rendszerben a torzsavirágzatúak (Spadiciflorae, Spathaflorae, Arales, Arecidae) rokonsági körébe helyezték, és legközelebbi rokonaiknak a gyékényféléket (Typhaceae) és a békabuzogányféléket (Sparganiaceae) tartották, így össze is vonták a három családot (csavarpálmafélék, gyékényfélék, békabuzogányfélék) egy közös rendben csavarpálmák (Pandanales) néven. Egybesorolásukat több morfológiai–szaporodásbiológiai jellemzővel igazolták, pl. kicsiny, redukálódott, takarórendszer nélküli, egyivarú és szélbeporzású virágok; a leveleik hosszúak és keskenyek.
A Borhidi-rendszerben a csavarpálma-alakúak (Pandanales) rendje már a villáspálma-alakúak (Cyclanthales) rendjével szerepel egy csoportban, a Pandananae főrendben, mely a pálmák alosztályában (Arecidae) kapott helyet. A két csoport egybeosztásának okai többek közt a levelekből hiányzó kovatestek; szukcesszív pollenképződés; keményítőtartalmú másodlagos magfehérje (endospermium); a pálmákkal ellentétben sejtfalaikból hiányoznak az UV-fluoreszcens anyagok, szteroidszaponinok, flavonoidok és viaszok.
A legkorszerűbb kladisztikus rendszerek is a villáspálmafélékkel (Cyclanthaceae) hozzák rokonságba a csavarpálmaféléket. A két családot – és még néhány kisebb családot – közös rendben, a csavarpálma-virágúak rendjében vonják össze, melynek testvércsoportja a jamszgyökérvirágúak rendje (Dioscoreales), így tehát a csavarpálmafélék nem állnak szorosabb rokonságban sem a gyékényekkel, sem a pálmákkal.

## Testfelépítésük jellemzői

### Hajtásrendszerük
A csavarpálmák látszólag villás, valójában azonban áltengelyes (szimpodiális) elágazásrendszerű cserjék vagy liánok, de akadnak köztük 30 m magasságot is elérő fatermetű növények. A hajtás csúcsán lévő, olykor nagyon nagy levelek (pl. elérhetik a 9 m hosszúságot és az levélalapnál akár a 40 cm-es szélességet) üstököt alkotnak. A levelek bőrneműek, és a száron csavarvonal mentén, spirálisan helyezkednek el – innen ered a csoport magyar neve: „csavarpálmák”. Sok fajuknak a levél szegélyén, valamint a fonákján hegyes tüskéket találunk.
Tipikusan jellemző a családra továbbá a támasztó léggyökerek jelenléte, mely igen fontos a csavarpálmák életében, mert nagyrészük igen vékony törzsű, ugyanis a hajtástengely csak elsődlegesen, a hajtás-tenyészőkúpról képes vastagodni, a másodlagos, kambiummal történő vastagodás igen ritka körükben. Éppen ezért a léggyökerek támasztó szerepe igen jelentős. A léggyökerek – nevükkel ellentétben – hajtásmódosulásoknak tekintendők, melyek a törzs oldaláról erednek, és lefelé nőve a talajba fúródnak, ahol gazdagon elágaznak, és valódi gyökereket fejlesztenek.
Igen különleges lombozattal is találkozhatunk az Aconthostyle nemzetségben. Ezek fatermetű csavarpálmák, és hasonlóan a többi fajhoz a levelek a törzs csúcsán üstökben állnak. Azonban a lehullott levelek hónaljából – egészen a legalsóktól kezdve – gazdagon elágazó oldaltengelyek törnek elő, egészen kicsiny levelekkel. Mivel a legalsó oldalágak a legidősebbek, így a legjobban elágazók és leghosszabbak is, a csavarpálma lombkoronája felfelé keskenyedő, kúp alakú lesz, akárcsak egy fenyőé.

### Virág- és termésmorfológia

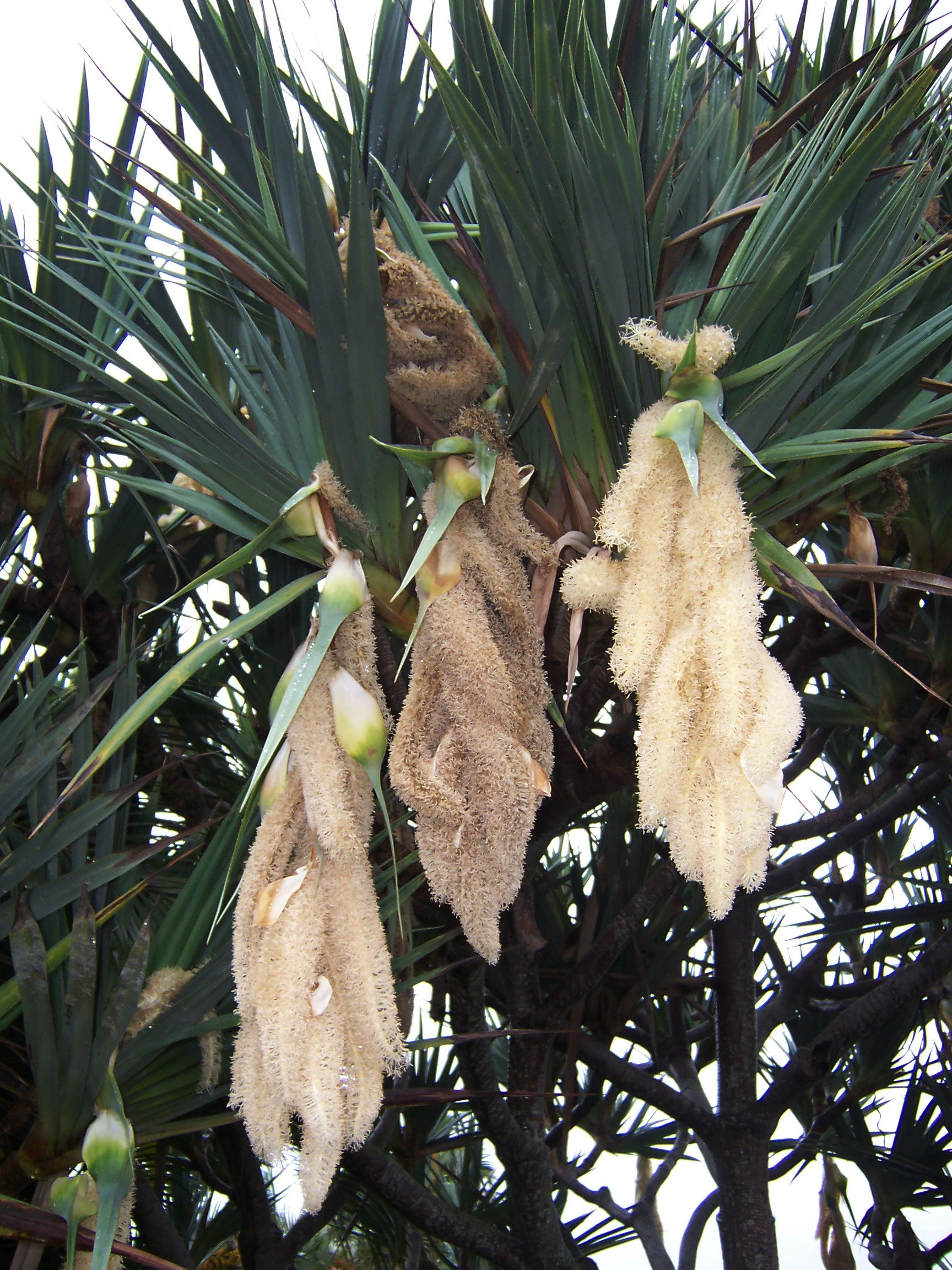
Egy Pandanus nembe tartozó csavarpálmafaj porzós virágzata

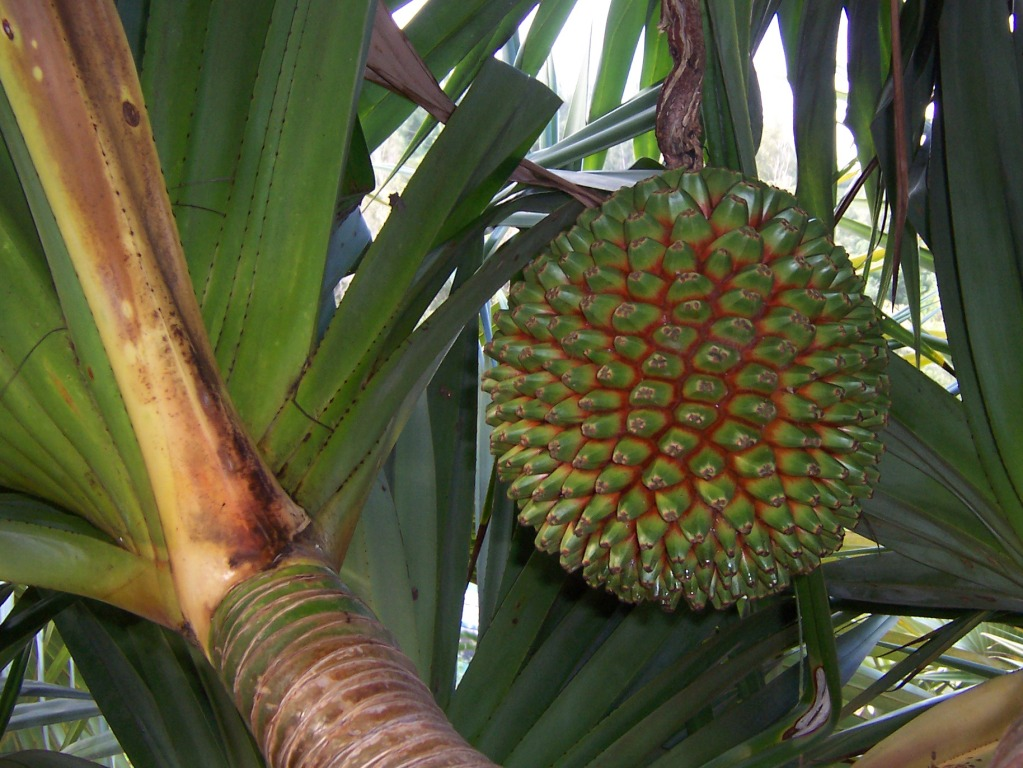
A Pandanus utilis ananászszerű termése.

Egy csavarpálmafaj levélüstöke és terméságazata

Valamennyi ide tartozó fajnak egyivarú virágai vannak, melyek külön termős és porzós egyedeken fejlődnek, vagyis a csavarpálmafélék kétlakiak. Az egyivarú virágokban azonban gyakran jelen vannak még a másik nem csökevényes ivarlevelei. A virágoknak soha sincs takarórendszere, egyedül a Sararanga nemben találunk egy vékony, ivarlevelek körüli szegélyt, mely a takarólevél-rendszer maradványának tekinthető.
A porzós virágok sok porzóból állnak, melyek pontos számát – mely 10–100 között mozog – sokszor meg sem lehet állapítani, mert a tömött virágzatban az egyes virágok közötti határokat – takarólevelek hiányában – alig lehet kivenni. Más a helyzet olyan porzós virágokban, ahol a megmaradt egy csökevényes, sterilis termő, hisz itt a porzók viszonylag szabályosan veszik körül a termőt, így számuk könnyen megállapítható. Vannak fajok, melyeknél a porzószálak egységes oszloppá nőttek össze. A portokok a kiszélesedett, asztallapszerű porzószáloszlopról kerékküllőszerűen ágaznak le.
A termős virágok csak termőből állnak – melyek száma 1–80 közötti –, melyek egy vagy több termőlevélből állnak. A fertilis termő körül olykor erőteljesen visszafejlődött, sterilis porzók vannak. A termőlevelek vagy körben állnak, vagy egy vonalba rendeződnek; csak alapi és középső részük nőtt össze, az egyes magházakhoz tartozó bibék mindig szabadon állnak.
A csavarpálmák virágai virágzatokba tömörülnek, melyek egyaránt lehetnek egyszerűek és összetettek. Két tipikus virágzat a családban a következő:
- ősibbnek tekinthető a Sararanga nemzetségbe tartozó fajok bugavirágzata, melyek igen méretesek lehetnek: a 30 m magas Sararanga sinuosa bugavirágzata 2 m hosszú, és 1 m hosszú nyélen csüng le a fa tetejéről;
- jóval tömöttebb a virágzata a Freycinetia és Pandanus nembe tartozó fajoknak: a virágzati tengely erőteljesen megvastagodott, el is fásodik vagy elhúsosodik – ez utóbbi esetben torzsavirágzat (spadix) jön létre (ezért is sorolták korábban a torzsavirágzatúak alosztályába a csoportot); a torzsavirágzathoz gyakran  színes virágzati buroklevél (spatha) is tartozik, mely olykor erős szagot áraszt odacsalogatva a megporzást végző rovarokat, madarakat vagy denevéreket.

A Sararanga nemzetségben a magházakból nagyszámú, külön-külön álló csonthéjas termés fejlődik. A Pandanus nemben viszont a csonthéjas, a Freycinetia nemben pedig a bogyótermések ananászhoz hasonló terméságazatokat hoznak létre. A termésben egyesével vagy nagy számban fejlődnek magok. Ezekben viszonylag kicsiny embrió van, mely körül bőséges magfehérje található, benne aleuronsejtekkel és sok olajjal.

## Elterjedésük
A család – a villáspálmákkal ellentétben – óvilági, trópusi–szubtrópusi elterjedésű: Nyugat-Afrikától Dél-Ázsián, Malajzián és Indonézián keresztül egészen Polinéziáig és a Hawaii-szigetekig terjed. A családba 4 nemzetség 805 faja tartozik. Különösen elterjedtek a tengerpartokon és az trópusi láperdőkben.

## Földtörténeti múltjuk

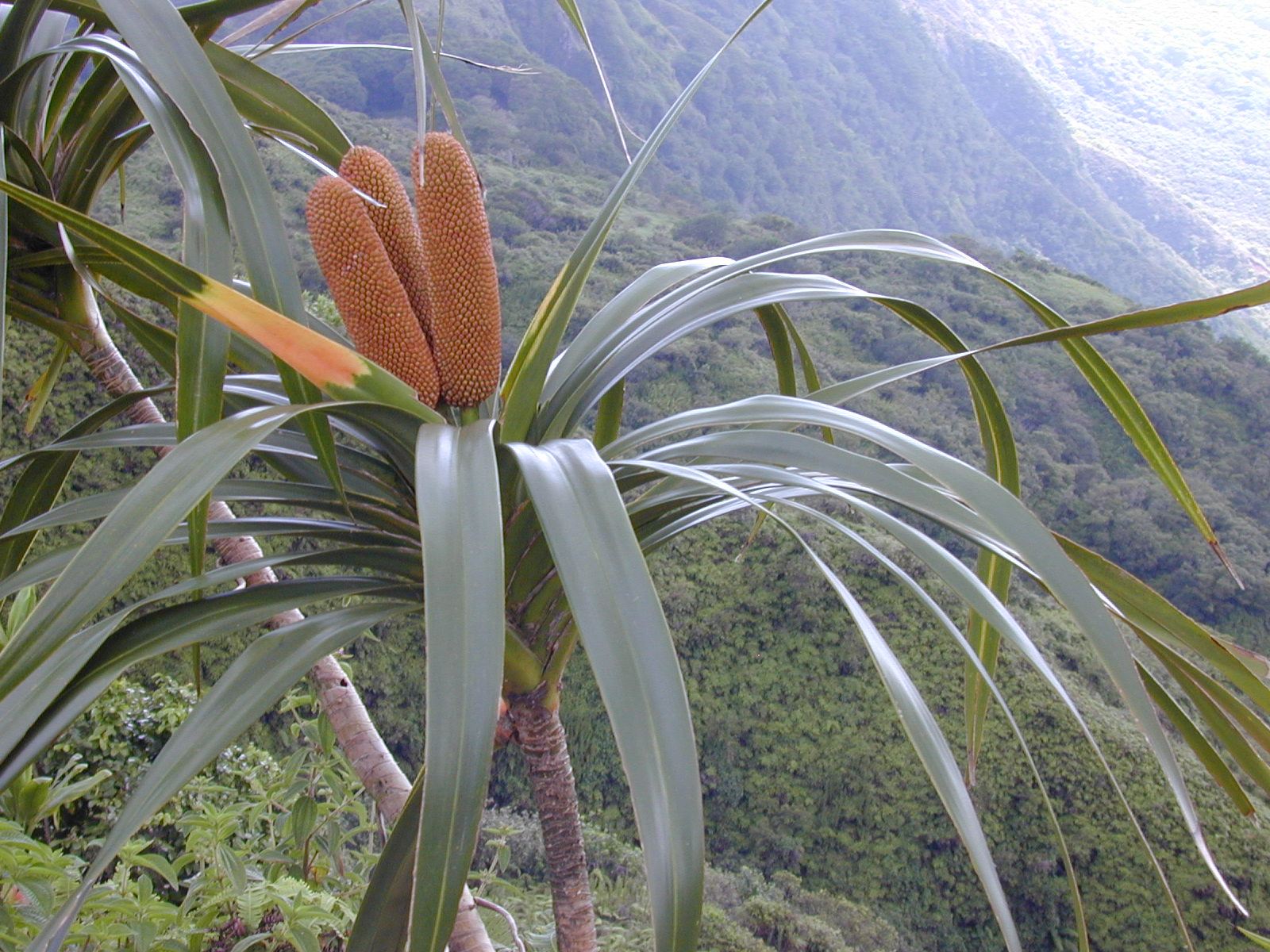
A Freycinetia nemzetségbe tartozó csavarpálmafaj virágzik.

A csavarpálmák a földtörténeti középidő (mezozoikum) kréta korától kezdve ismertek, tehát nagyon ősi zárvatermők. A krétából Pandanophyllum ahnertii néven ismert az első levélmaradvány, valamint ebből a korból virágporuk is ismert. A termésük azonban csak a harmadkor eocén korától kezdve ismertek.

## Jellegzetes fajok és felhasználásuk
A legnagyobb nemzetség a családban a Pandanus. Gazdaságilag is az ide sorolt fajok a legfontosabbak.
Az egyik legfontosabb faj a Pandanus odorifer, mely Dél-Ázsiában, Polinéziában és Ausztráliában fordul elő. Ebből a fajból állítják elő az Indiában általánosan használt Kewda-parfümöt. A feldarabolt, érett torzsavirágzatot desztillálják, és a keletkező illatanyagokat szezámolajban vagy egyszerűen csak vízben nyeletik el. Nemcsak ruhák, mosószerek, szappanok, virágok illatosítására használják, hanem kitűnő hajolaj is készül belőle, sőt ételeket, italokat, édességeket, szirupokat is ízesítenek vele. Ugyanennek a fajnak a porzós virágzatait Indiában és Burmában – hasonlóan kellemes illata miatt – hajdísznek használják. Továbbá hasznosítják e fajnak a leveleit is: belőle kötelet, hálót, kosarakat, kerti bútorokat fonnak. Egyes helyeken – főképp Indiában – gyógynövényként is használatos.
A Madagaszkáron őshonos Pandanus utilis nevű faj felhasználása ugyancsak nagyon változatos. Éppen ezért meghonosították a Nyugat-indiai-szigeteken és Közép-Amerikában is. Belőle értékes rostanyag nyerhető, melyből régebben a kávészsákokat szőtték. Leveleiből mai napig készül az ún. manilakalap, és emellett szőnek belőle kosarakat, háztartási eszközöket, de alkalmas tetőanyagnak is. A faj terméséből – alapos kifőzés után – keményítődús eledelek készíthetők. A porzós virágokat hordó torzsavirágzatot kellemes illatuk miatt izgatószerként árusítják. A léggyökerek csúcsából ecset készül, míg a gyökerekből kinyert anyagokkal nemi betegségeket kezelnek.
A burmai halászok a Pandanus furcatus fájából készítik a hálóikra aggatott úszókorongokat, míg a növények zsenge, fiatal levelei mérgezés elleni gyógyszerük.
A Pandanusok leveleiből vásznakat is szőnek, melyeket előtte a tengervízben fehérre áztatnak.
A Pandanus fajok közül sokat eledelként használnak fel. Egyes fajok terméseit és fiatal virágait fogyasztják. Pl. a Pandanus pulposa mintegy 10 kg-os terméságazatai édes, kissé csípős, aromás illatú krémszerű anyagot adnak, s ez – magvai mellett – fehérjét és olajat is tartalmaz nagy mennyiségben. Más fajok leveleiből Kínában főzeléket főznek; ugyancsak Kínában az érett terméseket a vérhas egyik leghatékonyabb ellenszerének tartják. Felhasználták valamikor az éretlen terméseket vetélés kiváltására („születészabályzóként”), míg a Fidzsi-szigeteken csonttörést kezelnek vele.
A Maluku-szigeteken és Jáván ültetik Pandanus latifoliust, amely fűszer- és parfümnövény. Egy másik faj, a Pandanus leram 13–18 kg-os terméseiből lisztet készítenek, de szokatlan módon. Kifőzik a termést, majd szétnyomkodják, melyből vizezettliszt-szerű masszát kapnak, melyből kenyeret sütnek. 
Ausztráliában a Pandanus terméseit sokáig tartós és elálló eledelként értékesítik. Sőt a Pandanus-termések a Marshall- és Gilbert-szigeteken a bennszülöttek alapvető élelmiszereit adják. A déli tengerek hajósai is ezt viszik magukkal, mert a terméseket kifőzve, megszárítva lisztszerű anyagot kapnak belőle, melyből lepényt süthetnek.
Sokféle Pandanus faj a szépsége, látványossága miatt lett szobai és üvegházi dísznövény. Szobai tartásra kimondottan alkalmasak, mert nem túlságosan igényesek, kisebb gondozási hibákat is jól tűrő növények, melyek hosszú életűek lehetnek. Eleinte lassú fejlődésűek, de pár év alatt a lakás uralkodó növényeivé válhatnak.
Kedvelik a világos, napos helyeket, de a nyári tűző napfényt nem jól viselik. Az átlagos szobahőmérséklet megfelel nekik, és télen sem szabad 18 °C-nál alacsonyabb hőmérsékleten tartani. Bőséges öntözést igényelnek, télen elég, ha csak mérsékleten öntözzük. Magas páratartalmat kedvelnek, így érdemes leveleiket permetezni.
Meggyökerezett tősarjaikkal szaporíthatók.